# República Autônoma de Montenegro
A República Autônoma de Montenegro ou República Federal de Montenegro (em sérvio: Република Црна Гора; romaniz.: Republika Crna Gora) foi uma unidade federal da República Federal da Iugoslávia  entre 1992 e 2006 e da Sérvia e Montenegro após 2003. A declaração de independência de Montenegro em 2006, levou ao colapso da união estatal com a Sérvia.
Após o colapso da República Socialista Federativa da Iugoslávia, as repúblicas remanescentes da Sérvia e Montenegro concordaram com a formação da "Terceira Iugoslávia" (República Federal da Iugoslávia). Montenegro foi uma república constituinte da República Federativa da Iugoslávia até 2003, quando a Iugoslávia foi reconstituída como a União Estatal da Sérvia e Montenegro, em que Montenegro se separou em 2006, tornando-se um país independente.

## A união com a Sérvia
No referendo de 1992, 95,66% dos votos foram a favor da manutenção do vínculo com a república da Sérvia. Note-se que a participação nestas eleições foi de apenas 66%, o que aponta para o boicote por minorias muçulmanas e católicas, assim como cidadãos que apoiaram a independência. Esses setores têm se queixado que o referendo foi organizado em condições antidemocráticas e que o governo central era responsável pelo controle da campanha eleitoral. 

Em 1996, sob a presidência de Milo Djukanovic, as relações entre as duas repúblicas agravaram-se (a despeito das mudanças políticas que ocorriam na Sérvia). Como resultado, a liderança política de Montenegro decidiu estabelecer uma política econômica independente, e introduziu o marco alemão como moeda oficial (moeda seria mais tarde substituída pelo euro). 
O governo (seguindo as orientações do governo anterior) realizou uma série de medidas para reprimir qualquer movimento pró-independência. Algumas de suas ações foram adiar o censo de 2001 ou 2003, e adiar o referendo pela independência em diversas ocasiões. 
Após a queda de Milosevic do poder em 2000, Djukanovic e o governo montenegrino exercem pressão sobre a Sérvia e à comunidade internacional para exigir o fim do que restava da Iugoslávia. Em 2002, os governos das duas entidades que compunham a federação chegaram a um novo acordo com o objetivo de melhorar a cooperação entre ambos. Assim, a República Federal da Iugoslávia daria lugar à federação chamada Sérvia e Montenegro e decidiu-se adiar a realização de um referendo até 2006, que resultaria no fim da União em 2006.